# حسن سعيد (سياسي)
حسن سعيد هو محامي وسياسي ماليزي، ولد في 1970. حزبياً، نشط في حزب الشعب الديفهي.